# 展苞飞蓬
展苞飞蓬（学名：Erigeron patentisquamus）是菊科飞蓬属的植物，是中国的特有植物。分布于中国大陆的云南、四川等地，生长于海拔2,700米至4,000米的地区，常生长在高山、林间草地、亚高山草地和林缘，目前尚未由人工引种栽培。